# رانکوشی، هوکایدو
رانکوشی، هوکایدو (به لاتین: Rankoshi, Hokkaido) یک منطقهٔ مسکونی در ژاپن است که در Isoya District واقع شده‌است. رانکوشی ۵٬۵۹۷ نفر جمعیت دارد.